# Etelis radiosus
Etelis radiosus là một loài cá biển thuộc chi Etelis trong họ Cá hồng. Loài cá này được mô tả lần đầu tiên vào năm 1981.

## Từ nguyên
Tính từ định danh radiosus trong tiếng Latinh có nghĩa là “phát ra nhiều tia”, hàm ý đề cập đến số lượng lớn lược mang trên cung mang thứ nhất (33–36) của loài cá này so với 17–28 ở các loài đồng loại.

## Phân bố và môi trường sống
E. radiosus có phân bố rộng rãi trên vùng Ấn Độ Dương - Thái Bình Dương, từ Réunion và Sri Lanka trải dài về phía đông đến quần đảo Caroline, quần đảo Samoa và quần đảo Société, ngược lên phía bắc đến quần đảo Ryukyu, giới hạn phía nam đến Úc, Nouvelle-Calédonie và quần đảo Cook.
E. radiosus thường tập trung ở khu vực nhiều đá, gần các mỏm đá ở độ sâu trong khoảng 90–360 m.

## Mô tả
Chiều dài cơ thể lớn nhất được ghi nhận ở E. radiosus lên đến 80 cm, thường bắt gặp với kích thước khoảng 50 cm. Loài này có màu đỏ toàn cơ thể, thân dưới và bụng màu đỏ nhạt hơn.
Số gai ở vây lưng: 10; Số tia vây ở vây lưng: 11; Số gai ở vây hậu môn: 3; Số tia vây ở vây hậu môn: 8; Số tia vây ở vây ngực: 16; Số vảy đường bên: 50–51.

## Sinh thái
Thức ăn của E. radiosus chủ yếu là cá nhỏ.

## Thương mại
E. radiosus là một thành phần của nghề đánh bắt truyền thống.